# Ca’ Pesaro
Ca’ Pesaro – pałac w Wenecji, którego budowę rozpoczęto w 1628, gdy rodzina Pesaro zakupiła trzy położone obok siebie palazzi i zleciła Baldassare Longhenie przygotowanie projektu nowego ogromnego budynku.
W chwili śmierci architekta w 1682 pałac miał tylko jedną kondygnację, a jego budowę ostatecznie zakończono w 1710. Jest to jeden z największych budynków tego typu w mieście. Od 1902 w jego wnętrzach mieści się Muzeum Sztuki Współczesnej.